# Kacha Kaladze
Kachaber "Kacha" Kaladze (georgiska: კახაბერ (კახა) კალაძე, IPA: /kʼɑxɑbɛr kʼɑlɑdzɛ/), född 27 februari 1978 i Samtredia, är en georgisk före detta fotbollsspelare som efter sin proffskarriär, som han avslutade 2012, fortsatt som politiker. I november 2017 valdes han till borgmästare i Tbilisi, Georgiens huvudstad. Från oktober 2012 till juli 2017 var han en av Georgiens vice premiärministrar och Georgiens energiminister. Som fotbollsspelare spelade han för Georgiens landslag 1996–2011 och på klubbsidan för Dinamo Tbilisi 1993–1998, Dynamo Kiev 1998–2001, Milan 2001–2010 och Genoa 2010–2012. Han utsågs till årets fotbollsspelare i Georgien fem gånger. Med Milan vann han Champions League två gånger, 2003 och 2007.

## Fotboll
Kaladze började som ung spela i FK Samtredia och sedan från säsongen 1993-1994 i Dinamo Tbilisi, för vilken han gjorde debut i nationella ligasammanhang. Han spelade fem säsonger i Umaghlesi Liga, där klubben slutade som ligamästare, och han var också med om att vinna Georgiska cupen fyra gånger. 1998 gick han över till Dynamo Kiev och spelade i den ukrainska högstaligan, där klubben blev ligamästare och vann den Ukrainska cupen tre gånger. Han spelade sedan för den italienska Serie A-klubben AC Milan mellan åren 2001 och 2010. Med Milan vann han Champions League två gånger, 2003 och 2007. 2003 var han den första georgiska fotbollsspelare att vinna en Champions League-titel. Milan vann också Coppa Italia 2002/2003, Serie A 2003/2004, Uefa Super Cup 2003 och 2007 samt VM för klubblag 2007. Under sommaren 2010 gick han till Serie A-klubben Genoa, där han spelade tills han i maj 2012 avslutade sin proffskarriär.
På landslagssidan spelade han för Georgiens fotbollslandslag 1996–2011. Han var lagkapten i landslaget under flera år, fram till dess att han slutade spela för landslaget, den 31 december 2011.
Kaladze utsågs till årets fotbollsspelare i Georgien 2001, 2002, 2003, 2006 och 2011.

### Klubbar
- FK Samtredia
- FC Dinamo Tbilisi
- Dynamo Kiev
- AC Milan
- Genoa CFC

## Politik
Kaladze stödde under parlamentsvalet 2012 Bidzina Ivanisjvilis partikoalition Georgiska drömmen som i valet fick en majoritet av platserna i parlamentet. Den 8 oktober 2012 nominerades han till minister för regional utveckling och vice premiärminister i Ivanisjvilis nybildade regering. Den 25 oktober 2012 bekräftades han som Georgiens energiminister och vice premiärminister. Han avgick den 12 juli 2017 för att ställa upp i borgmästarvalet i Tbilisi. Han vann valet med cirka 51 % av rösterna och är sedan den 13 november 2017 borgmästare i Tbilisi.

### Fotnoter
1. 1 2  ”Förre Milanspelaren blir borgmästare”. Göteborgs-Posten. 22 oktober 2017. https://www.gp.se/sport/f%C3%B6rre-milanspelaren-blir-borgm%C3%A4stare-1.4755971. Läst 3 augusti 2022.
2. ↑  ”The Statesman's Yearbook 2017: The Politics, Cultures and Economies of the World”. Palgrave Macmillan. 28 februari 2017. https://books.google.se/books?id=PBs9DgAAQBAJ&pg=PA498&lpg=PA498&dq=Kakha+Kaladze+Minister+of+Regional+Development&source=bl&ots=FHLQkW0qkV&sig=ACfU3U0WZnwE-DSpZRaGw32H-wrplbdgCA&hl=sv&sa=X&ved=2ahUKEwjKwpOC1aj5AhXPX_EDHcIjAFYQ6AF6BAgWEAM#v=onepage&q=Kakha%20Kaladze%20Minister%20of%20Regional%20Development&f=false. Läst 3 augusti 2022.
3. ↑  ”Kakha Kaladze Retires from Football” (på engelska). Worldsport.ge. 12 maj 2012. http://worldsport.ge/Read.aspx?news=35666&lang=2.
4. ↑  ”Ivanishvili Names Part of Incoming Cabinet” (på engelska). Civil Georgia. 8 oktober 2012. http://civil.ge/eng/article.php?id=25326.
5. ↑  ”Ivanishvili Confirmed as Prime Minister”. Civil Georgia. 25 oktober 2012. http://civil.ge/eng/article.php?id=25389. Läst 26 oktober 2012.
6. ↑  ”Former soccer star Kaladze runs for mayor in Georgia's capital”. Reuters. 19 oktober 2017. https://www.reuters.com/article/us-georgia-election-kaladze-idUSKBN1CO0Y8. Läst 2 augusti 2022.
7. ↑  ”Former soccer star Kaladze becomes mayor of Georgia's capital”. Reuters. 22 oktober 2017. https://www.reuters.com/article/uk-georgia-election-idUKKBN1CR0MU. Läst 3 augusti 2022.